# Свищо Ігор Йосипович
Свищо Ігор Йосипович (нар. 8 березня 1969, с. Верхні Ремети Закарпатської області) — український бізнесмен та політик. Очолював посаду заступника губернатора Закарпатської області за часів президентства Віктора Януковича. Свищо Ігор відомий також як власник і голова багатьох успішних підприємств таких як: «автобантранс», «андезіт», ск «берегвідейк» та «Суми-Синтез» ЛТД. Він працює в сфері добування та переробки нафти, газу та інших природніх ресурсів. Крім того, Ігор Йосипович є засновником та президентом футбольного клубу «Берегвідейк» Клуб став відомим завдяки своїм успіхам у різних турнірах і змаганнях на території України.

## Політична кар'єра
У 2014 році, після того як Віктор Янукович був зміщений з посади президента, Свищо Ігор Йосипович був першим, хто дав розпорядження розпустити Партію регіонів в Закарпатській області. «Як стало зрозуміло з останніх подій в Україні, керівництво партії, яку ми представляли, і політиці якої довіряли, поставило український народ та українську державність під загрозу, зрадивши основним засадам, ідеям та принципам найбільшої політичної сили, якій довіряли українці», — уривок із заяви.
Окрім того, Ігор Свищо з однопартійцями закликав голову Закарпатської обласної державної адміністрації Олександра Ледиду скласти свої повноваження та подати у відставку. «На нашу думку, наразі цей крок буде єдино вірним», — порадили вони.
Після цього Свищо Ігор Йосипович заявив про свій намір повністю вийти з політики і присвятити себе підприємницькій діяльності.

## Статті у ЗМІ
- Ігор Свищо став заступником губернатора
- Закарпаття за один день позбулося Партії регіонів. Залишилося демонтувати режим
- В рамках президентського проекту Ігор Свищо спілкувався із закарпатцями по телефону
- Голова Берегівської РДА Ігор Свищо є найбагатшим закарпатським посадовцем?
- Сьогодні в ОДА представили нового першого заступника Олександра Ледиди — Ігоря Свищо
- Підпільний нафтопереробний завод, «накритий» на Закарпатті, належав голові Берегівської РДА?
- Ледида офіційно представив першого заступника Ігоря Свища
- Заступник губернатора попросив зібрати ініціативну групу для зустрічі з Ледидою
- Заступник «губернатора» відвідав будівництво в Тереблі, яке планують показати Януковичу
- В.о. губернатора Закарпаття Ігор Свищо оглянув карстові провалля в Солотвині (ФОТО)
- Закарпатські регіонали звинуватили голову облради у прослуховуванні їх телефонів
- Ігор Свищо: «Домашні улюбленці додають гармонії, рівноваги, спокою»
- ІГОР СВИЩО ВЗЯВСЯ ОСОБИСТО ЗА ВИРІШЕННЯ ПРОБЛЕМ СІЛЬСЬКИХ ГРОМАД
- Янукович звільнив Свища з посади голови Берегівської РДА
- Свищо очолив фракцію регіоналів у Закарпатській облраді
- Ігор Свищо відвідав із офіційним робочим візитом Перечинський район